# برينتون سبنسر
برينتون سبنسر هو مخرج كندي، ولد في 1950.

## وصلات خارجية
- برينتون سبنسر على موقع IMDb (الإنجليزية)
- برينتون سبنسر على موقع ألو سيني (الفرنسية)
- برينتون سبنسر على موقع أول موفي (الإنجليزية)
- برينتون سبنسر على موقع قاعدة بيانات الأفلام السويدية (السويدية)
- برينتون سبنسر على موقع كينوبويسك (الروسية)